# Sayaka Yamaguchi
Sayaka Yamaguchi (山口紗弥加?, Yamaguchi Sayaka; Fukuoka, 14 febbraio 1980) è un'attrice giapponese. Ha iniziato la sua carriera nel mondo dello spettacolo come attrice bambina di cinema nel 1989, ma a partire dalla metà degli anni '90 si è sempre più dedicata alla televisione assumendo ruoli sempre più di appoggio a fianco dei protagonisti in numerosi dorama.

## Filmografia

### Cinema
- Nodame Cantabile saishū gakushō - Kōhen
- Nodame Cantabile saishū gakushō - Zenpen
- Nonchan Noriben (2009)
- Check It Out, Yo! (2006)
- Waters (2006)
- Kenchou no Hoshi (2006)
- Tomie: Replay (2000)
- Mothra 2 Mosura 2 - Kaitei no Daikessen (1997)
- Tokimeki Memorial (1997)
- Mothra (film 1996) (1996)
- Boku wa Benkyo ga Dekinai (1996)
- Rikyu (1989)

### Televisione
- Kōnodori (2015)
- Yōkoso, wagaya e (2015)
- Andō Lloyd: A.I. knows Love? (2013)
- Toshi Densetsu no Onna (TV Asahi, 2012, ep5)
- Mou Yuukai Nante Shinai (Fuji TV, 2012)
- HUNTER ~Sono Onnatachi, Shoukin Kasegi~ (Fuji TV, KTV, 2011)
- Zettai Reido 2 (Fuji TV, 2011)
- Zettai Reido SP (Fuji TV, 2011)
- Ogon no Buta (NTV, 2010)
- Zettai Reido (Fuji TV, 2010)
- Konkatsu! (Fuji TV, 2009, ep3)
- Akai Ito (Fuji TV, 2008)
- Shoni Kyumei (TV Asahi, 2008)
- Yasuko to Kenji (NTV, 2008)
- Torishimarare Yaku Shinnyu Shain (TBS, 2008)
- Nodame Cantabile SP (Fuji TV, 2008)
- Shikaotoko Aoniyoshi (Fuji TV, 2008, ep1)
- Abarenbo Mama (Fuji TV, 2007)
- Konshu Tsuma ga Uwaki Shimasu (Fuji TV, 2007, ep7)
- 14 sai no haha (NTV, 2006)
- Shimokita Sundays (TV Asahi, 2006)
- Koi no Kara Sawagi Drama Special Love Stories II (NTV, 2005)
- Anego (NTV, 2005)
- Division 1 Hungry Kid (Fuji TV, 2004)
- Water Boys 2 (Fuji TV, 2004)
- Wakaba (NHK, 2004)
- Boku to kanojo to kanojo no ikiru michi (Fuji TV, 2004)
- Koisuru Top Lady (Fuji TV, 2002)
- Onmyouji (NHK, 2001, ep1)
- Hanamura Daisuke (Fuji TV, 2000, ep1-2)
- Gekka no Kishi (TV Asahi, 2000)
- Doctor (TBS, 1999)
- Shin Oretachi no Tabi (Fuji TV, 1999)
- Kawaii dake ja dame kashira (TV Asahi, 1999)
- Hashire Koumuin (Fuji TV, 1998)
- Koritsuku Natsu (NTV, 1998)
- Rendezvous (TBS, 1998)
- Futari (TV Asahi, 1997)
- Oishii Kankei (Fuji TV, 1996)
- Yami no Purple Eye (TV Asahi, 1996)
- Ginrou Kaiki File (NTV, 1996)
- Hanayome wa 16-sai (TV Asahi, 1995)
- Heart ni S (Fuji TV, 1995)
- Wakamono no Subete (Fuji TV, 1994)